# Завод сульфатної кислоти в Жанакоргані
Завод сульфатної кислоти в Жанакоргані – підприємство хімічної промисловості, майданчик якого розташований на півдні Казахстану.
Концерн «Казатомпром» потребує великих обсягів сульфатної кислоти, передусім для проведення операцій з підземного вилуговування урану. Для задоволення цих потреб спорудили завод в Жанакоргані, власником якого виступила компанія "СКЗ-U", що була заснована «Гірничорудною компанією» (49%, дочірнє підприємство «Казатомпрому»), японською SAP-Japan Corporation (32%, належить концернам Marubeni та TEPCO Toshiba) і канадською Uranium One (19%, дочірня структура російського «Росатом»-у).
Завод, що став до ладу в 2011 році, може продукувати 500 тисяч тон сульфатної кислоти на рік. Технологічний процес передбачає спалювання сірки, постачальником якої виступає компанія «Тенгизшевройл», що провадить розробку гігантського нафтового родовища Тенгіз.
Завод має власну ТЕЦ, що утилізує тепло від спалювання сірки.